# ديتر بول
ديتر بول (بالألمانية: Dieter Pohl)‏ هو فيزيائي ألماني، ولد في 1938.